# Chissey-lès-Mâcon
Chissey-lès-Mâcon este o comună în departamentul Saône-et-Loire, Franța. În 2009 avea o populație de 251 de locuitori.

## Evoluția populației
| An        | 1975 | 1982 | 1990 | 1999 | 2006 | 2009 |
| --------- | ---- | ---- | ---- | ---- | ---- | ---- |
| Populație | 246  | 250  | 222  | 226  | 236  | 251  |